# 양각도축구경기장
양각도축구경기장(羊角島蹴球競技場)은 조선민주주의인민공화국 평양직할시의 양각도에 위치한 다목적 경기장이다. 일반적으로는 남포경기장와 마찬가지로 축구 경기장으로 주로 이용되고 있으며 축구 경기를 주로 하기 때문에 축구경기장으로 불리는 것이지 트랙이 없는 축구 전용 경기장은 아니었다. 하지만 2013년 김정은의 지시로 축구 전용 경기장으로 리모델링이 진행될 것이라는 뉴스가 있었는데 현재 리모델링이 완료된 것인지는 확인되지 않고 있다.
1989년에 개장되었으며 3만명의 인원을 수용할 수 있다. 4.25체육단, 평양시체육단 등 평양 연고 축구단들이 사용하고 있다.